# Fürstliche Hofreitschule Bückeburg

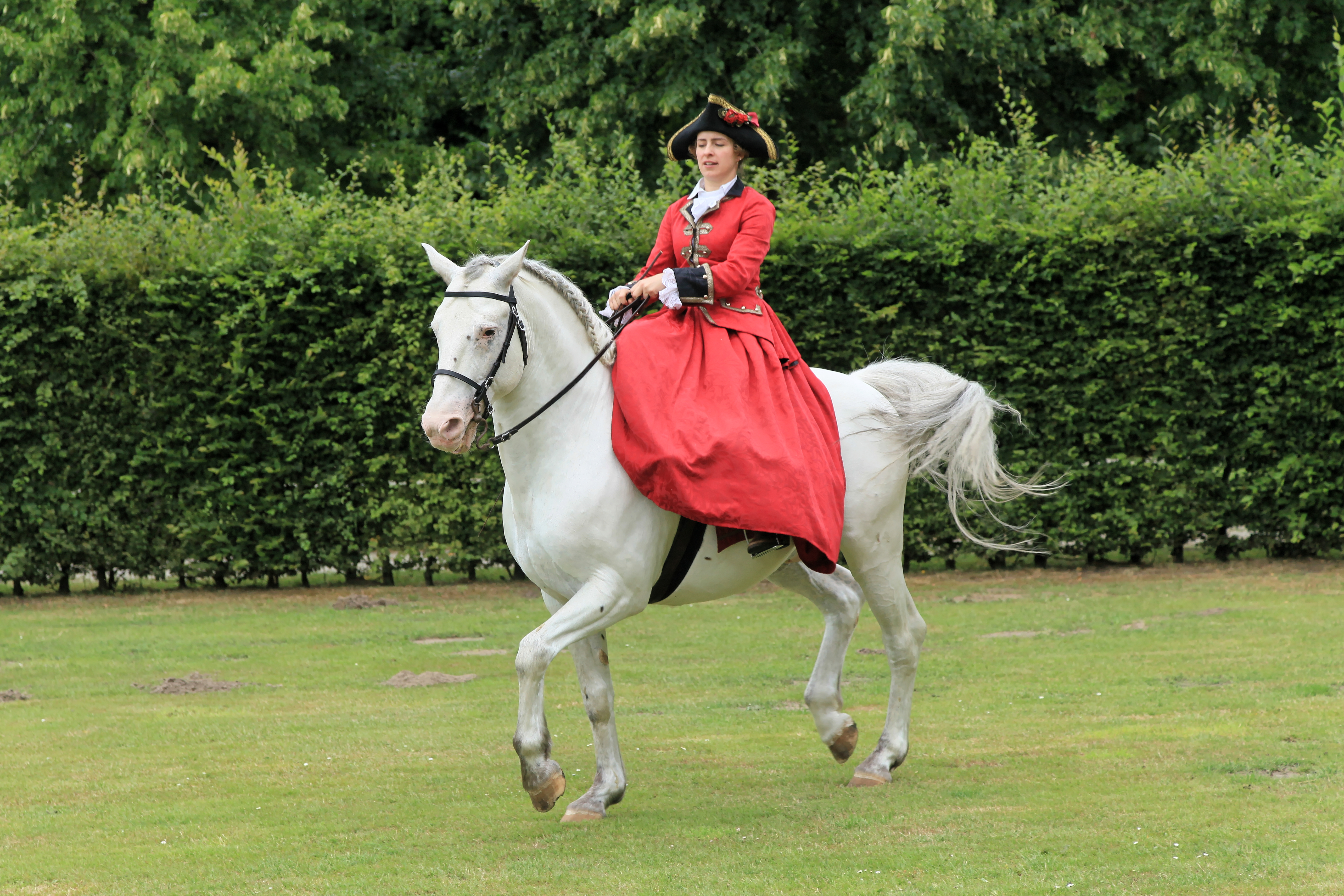
Reitvorführung der Fürstlichen Hofreitschule Bückeburg auf einem Bürgerfest in Papenburg

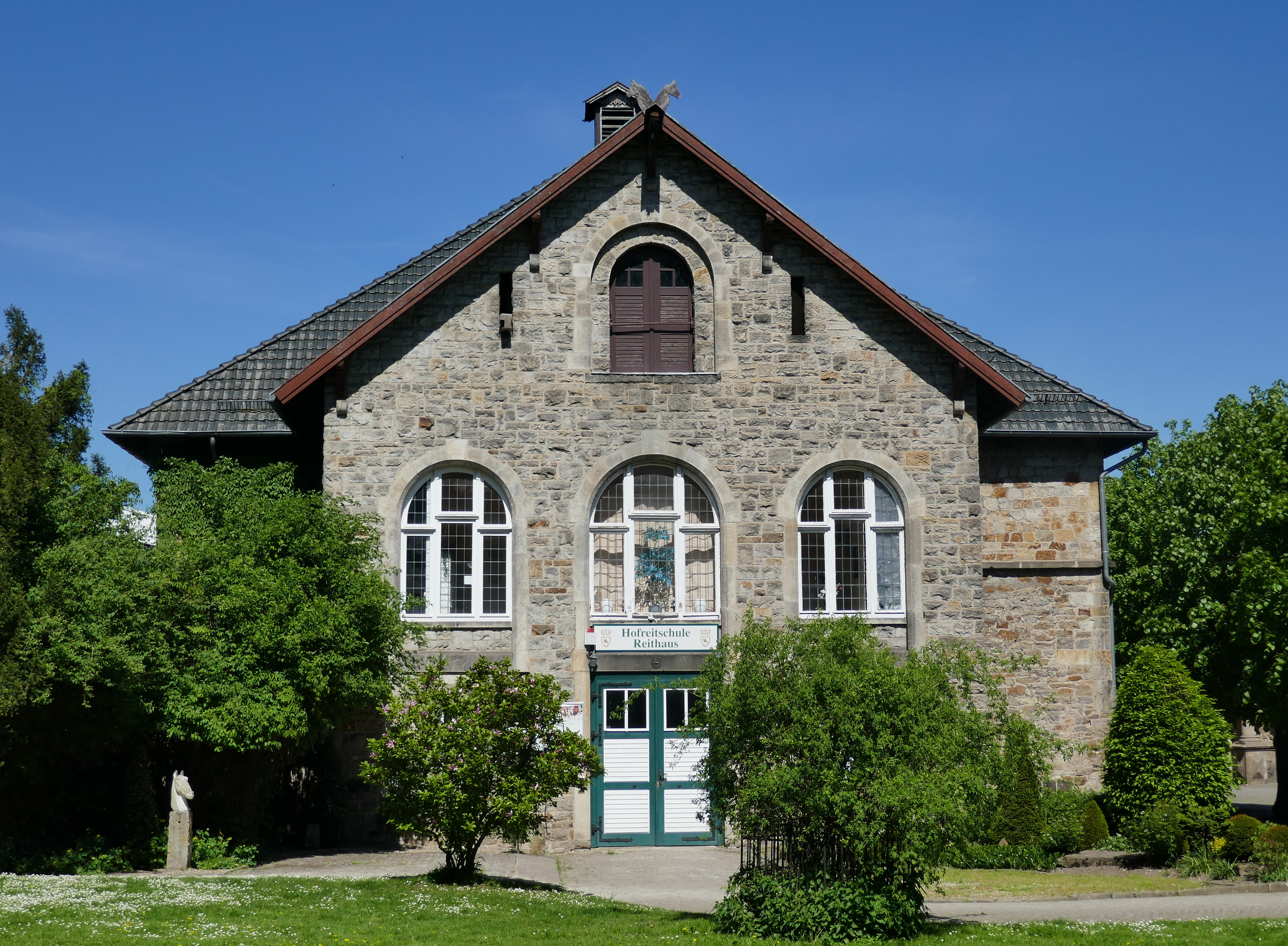
Reithaus

Die Fürstliche Hofreitschule Bückeburg ist ein Pferdemuseum in Niedersachsen. Es befindet sich im historischen Marstall und Reithaus von Schloss Bückeburg. Betreiber ist seit 1. Januar 2021 die „Fürstliche Hofreitschule Bückeburg gemeinnützige GmbH“ in Bückeburg. Die Gebäude wurden zwischen 1609 und 1622 erbaut und beherbergten bis in die 1950er Jahre die Reit- und Fahrpferde der Fürsten zu Schaumburg-Lippe. 2004 wurde die Hofreitschule renoviert, um darin die Reitkunst des Barock und die alten Rassen der Barockpferde zu veranschaulichen. Die Hofreitschule ist ganzjährig für Besucher geöffnet. Sie veranstaltet jährlich rund 250 Vorführungen der Reitkunst an Wochenenden zwischen April bis Oktober sowie an weiteren Terminen.

## Geschichte

### Aufbau
Unter Graf Ernst zu Holstein-Schaumburg entstand zwischen 1609 und 1622 das sogenannte „Reit- und Wagenhauß“, der heutige Marstall und ein spiegelgleicher Trakt in nordwestlicher Verlängerung mit überdachter Reitbahn. Zeitgleich ließ er ein Ballhaus errichten, das den zeitgenössischen Ballspielen gewidmet war. Bei einem Großbrand 1797 wurde der zweite Marstall mit dem „Reithauß“ zerstört. Die Regentin Fürstin Juliane veranlasste in Folge den Umbau des Ballhauses zum Reithaus.
Das Schloss selbst geht in den Grundmauern des Schlossturms auf eine Wasserburg von 1304 zurück. Die Wirtschaftsgebäude für die Reit-, Kriegs- und Arbeitspferde aus der Zeit bis 1609 sind nicht erhalten geblieben. Das erste überlieferte Zeugnis von Pferden auf Schloss Bückeburg gibt ein Brief von 1598.
Im Jahr 1616 beschreibt der Engländer John Taylor seine Eindrücke von der Bückeburger Residenz des Grafen Ernst zu Holstein-Schaumburg:

“After I was entered within the outward gate, I was shewed his stables, where I saw very fair and goodly horses, both for war and other uses, amongst the rest there was one naturally spotted like a leopard or panther, and is called by the name of leopard, a stately courageous beast and so formed as if nature had laid all her cunning aside; only to compose that horse, and indeed I must acknowledge he was made for the service of some great Prince, and not for any inferior person.”

„Nachdem ich durch das äußere Tor getreten war, zeigte man mir die Stallungen; ich sah dort ausgezeichnete und treffliche Pferde, Streitrosse und andere, darunter eins, das war von Natur aus gefleckt wie ein Leopard oder Panther; es hieß auch Leopard, ein ungewöhnlich furchtloses Tier und so gestaltet, als hätte die Natur all ihre Vernunft beiseite gelassen, nur um dieses Ross zu schaffen, und ich sah ihm an, dass es das Pferd eines großen Fürsten war und nicht eines gewöhnlichen Mannes.“

### Blütezeit
Unter der Regierung des Grafen Friedrich Christian kam es zu einer Blütezeit des Marstalles in Bückeburg. 1704 zählte das Inventarium 89 Hengste und 60 Stuten auf, im Jahr 1720 insgesamt 266 Pferde, die im Marstall und auf dem Gestüt Fasanenhof, nahe der Ortschaft Meinsen untergebracht waren.
Mit der Spanischen Hofreitschule in Wien stand der Graf in regem Austausch: Etliche Beschäler wurden nach Wien transportiert, wo sie auf der Reitschule ausgebildet wurden und zum Teil in die Zucht einflossen.
Graf Albrecht Wolfgang veranlasste 1730 eine „Richtlinie für die Landspferdezucht“, von der er sich die Qualitätssicherung der „Bückeburger race“ versprach.
Am 17. November 1764 traf Graf Wilhelm nach einem siegreichen Feldzug gegen Spanien wieder in Bückeburg ein. Unter etlichen wertvollen Geschenken, die er vom portugiesischen König für die Rettung der Unabhängigkeit Portugals bekam, befanden sich „mehrere der prächtigsten Pferde“.
Der Graf ließ außerdem „lauter Andalusier oder Barben […] in Spanien und auf der Küste von Afrika ankaufen“.
Die Bestandsliste von 1777 listet neben Spaniern vor allem Berber auf.
Mitte des Jahres 1753 stellte Graf Wilhelm ein Karabinierkorps auf. Die wegen ihrer schwarzen Röcke so genannten „Schwarzen Reiter zu Bückeburg“ wurden ausschließlich mit schwarzen (und dunkelbraunen) Andalusiern beritten gemacht und zählten zu ihrer Blütezeit 180 Mann in Wehr und Waffen.
Da Graf Wilhelm ohne Erben starb, übernahm sein Vetter Graf Philipp II. Ernst 1777 die Regierung der Grafschaft Schaumburg-Lippe. Er führte die Pferdehaltung seines Vorgängers weiter: „Alle Herrschaftlichen Stuten können nicht von einem Hengst, wie voriges Jahr, beleget werden, und es muß der noble Spanier Schimmel, welcher dieses Jahr zuerst beschelet, viel gebraucht werden, damit man wieder in der race komme.“
Am 7. September 1780 kam der 21-jährige Erbgraf Karl bei einem Reitunfall auf der Sommerreitbahn vor dem Marstall zu Tode und Philipp Ernst verblieb als einziger Agnat seines Hauses bis zu seinem Tod an der Regierung.

### Beginnender Niedergang
Ab 1787 veräußerte die Witwe Philipp Ernsts, Juliane von Hessen-Philippsthal, in mehreren Auktionen große Teile des Marstallbestandes (Pferde, Kutschen, Sättel und weiterem Inventar).
1799 verstarb die Fürstin mit 38 Jahren an einer Lungenentzündung, woraufhin Reichsgraf Johann Ludwig von Wallmoden-Gimborn die zuvor gemeinsam geführte vormundschaftliche Regierung für den unmündigen Erben Georg Wilhelm alleine fortsetzte. Er war bemüht, den zur Hofhaltung notwendigen Pferdebestand wieder aufzubauen: „Dabey wurde gnädigst zu erkennen gegeben, daß man stets eine angemessene Anzahl Hengste fürs Landgestüt, zu Veredlung der inländischen Race unterhalten und diese […] ankaufen solle.“
Die folgenden Ankäufe markieren einen Wendepunkt in der Zucht mit zunehmender Konzentration auf die englische Rasse.
Fürst Georg Wilhelm machte Schaumburg-Lippe zu einem der reichsten kleinen Länder Deutschlands. Seine Geschäftstüchtigkeit und Sparsamkeit zeigte sich auch in einem strengen und gut strukturierten Gestütswesen. Mittels einer Anzeige in den Schaumburg-Lippischen Landesanzeigen am 10. März 1827 verkündete die Rentkammer zur Qualitätssicherung der „Bückeburger race“: „Es wird dieses hierdurch zur öffentlichen Kenntniß gebracht, und dabei bemerkt, daß zur Bezeichnung der edleren Race, den von Herrschaftlichen Hengsten gefallenen Füllen ein Brand, B. L. G. mit einer Fürstenkrone, auf die Lende gedruckt werden soll. Bückeburg den 28. Febr. 1827.“
Eine besondere Liebhaberei des Fürsten galt den so genannten Isabellen. Insgesamt erwarb Georg Wilhelm sieben Stuten für ein Kutschgespann und ein Fohlen am Marstall in Kassel.
Fürst Adolf I. Georg war wie seine Vorgänger noch auf die Pferdehaltung zur Fortbewegung angewiesen.
In den monatlichen Rapports unter dem Fürsten Fürst Georg über den Bestand im Marstall und Gestüt von 1901 bis 1906 werden rund 50 Pferde, zum großen Teil Wagenpferde, genannt. 1911 sind neben einer Vielzahl irischer Pferde auch die Leibpferde der Prinzen aufgeführt: für den Erbprinzen Adolf das Pferd „Dollar“ aus Amerika, für den Prinzen Moritz das schottische Pferd „Piccolo“.
Fürst Adolf II., der sich im Alter von siebzehn Jahren bei einem Reitunfall eine erhebliche Beinverletzung zuzog, war ein begeisterter Reiter und Pferdefreund und plante, auf Schloss Bückeburg einen Renn- und Zuchtstall einzurichten. Während des Ersten Weltkrieges wurde Ankauf und Training hochwertiger Rennpferde betrieben.
Trotz des hochwertigen Bestandes ging die Pferdezucht des Fürstlichen Marstalles ihrem Ende zu. Die zunehmende Motorisierung durch Auto und Bahn verdrängten Pferde und Kutschen.

### Wiederbelebung

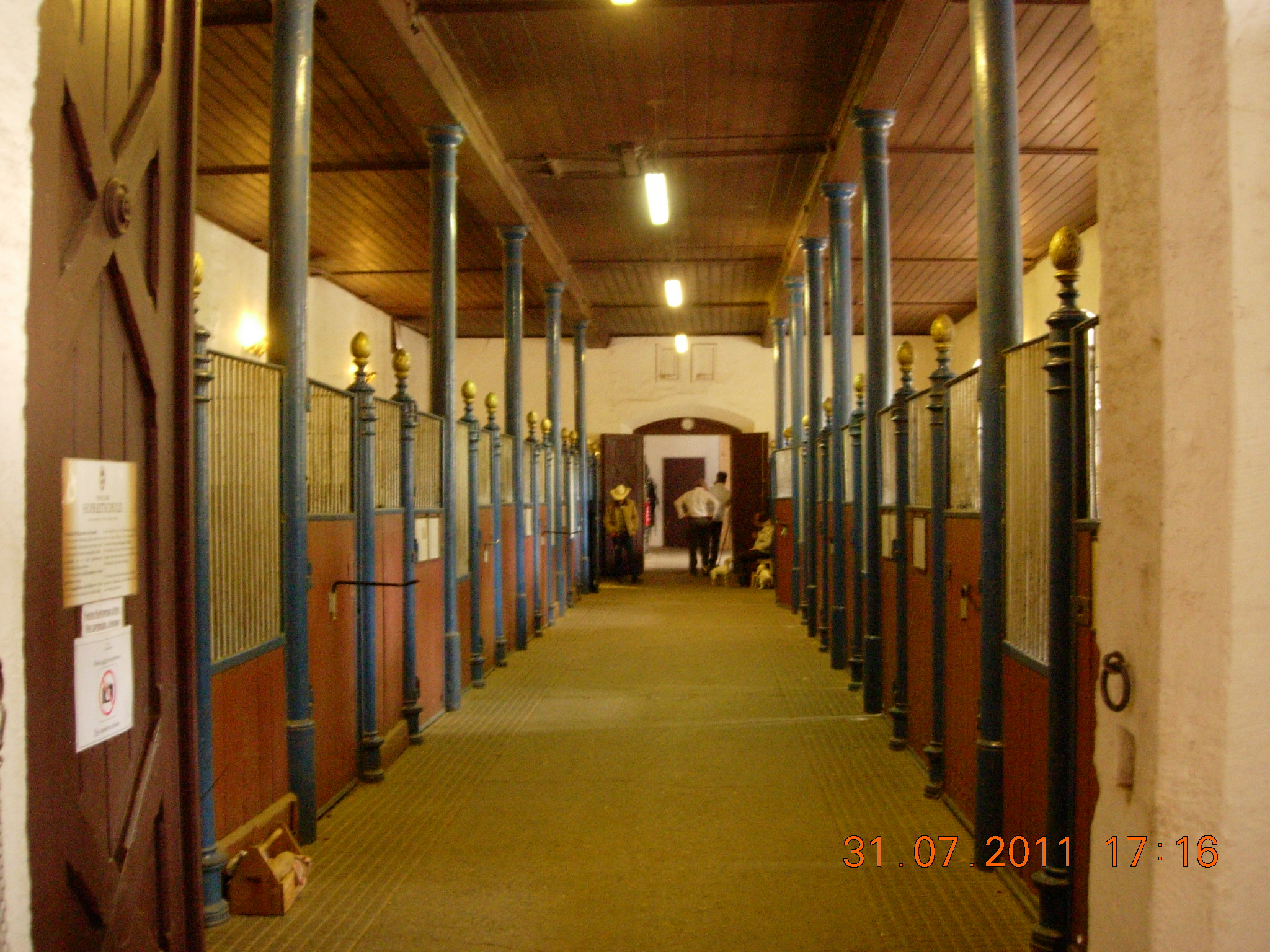
Pferdestall

Fürst Philipp Ernst (1928–2003) war in seiner Jugend selbst Reiter und lebenslang begeisterter Pferdefreund. Während seiner Zeit als Hauschef keimte das Reiten in Deutschland als Breitensport auf und auch in Bückeburg wurde ein privater Reitverein gegründet, der bis 2003 die Marställe und das Reithaus für den Reitsport nutzte. Die Verhandlungen zum Umbau in ein Pferdemuseum wurden Ende 2003 bereits mit Fürst Philipp Ernsts Nachfolger Alexander zu Schaumburg-Lippe geführt.
Nach umfassender Renovierung wurden Marstall und Reithaus 2004 zu einem Pferdemuseum umgebaut, Schirmherr Alexander Fürst zu Schaumburg-Lippe gestattete den Betreibern (Familie Krischke, als Projekt der „Die Tjoster Veranstaltungsges. mbH“), das Prädikat „Fürstlich“ zu verwenden und damit an die rund 400-jährige Tradition des „hiesigen herrschaftlichen Marstalles“ anzuknüpfen. Am 7. Mai 2004 wurde die Fürstliche Hofreitschule eröffnet und in den folgenden Jahren erweitert. Die Fürstliche Hofreitschule Bückeburg ist eine der fünf Einrichtungen in Europa, die den Namen „Hofreitschule“ tragen.
Der Bereiterstab hat männliche und weibliche Angehörige. Er bildet die Pferde zwanglos aus. Die Fürstliche Hofreitschule hat rund 50.000 Besucher im Jahr und finanziert sich über Eintrittsgelder, Unterstützung durch die Fürstliche Hofkammer und Spenden und ist unabhängig von staatlichen Fördermitteln.
2012 umfassten die besucheroffenen Anteile der Hofreitschule zwei Marstalltrakte mit 18 Pferdeboxen, die von den Schulhengsten bewohnt werden sowie eine begehbare Sattelkammer, den weiteren Marstalltrakt mit dem Pferdemuseum und das Foyer mit der Marstallboutique (Souvenirshop, Ticketverkauf). Das beheizbare Reithaus verfügt über eine Sitztribüne für 180 Zuschauer, drei Logen für 15 Gäste sowie sanitäre Anlagen. Im Schlosspark befinden sich umzäunte Pferdekoppeln und Ausläufe mit einer Fläche von 6,5 Hektar.

## Museum im Marstall

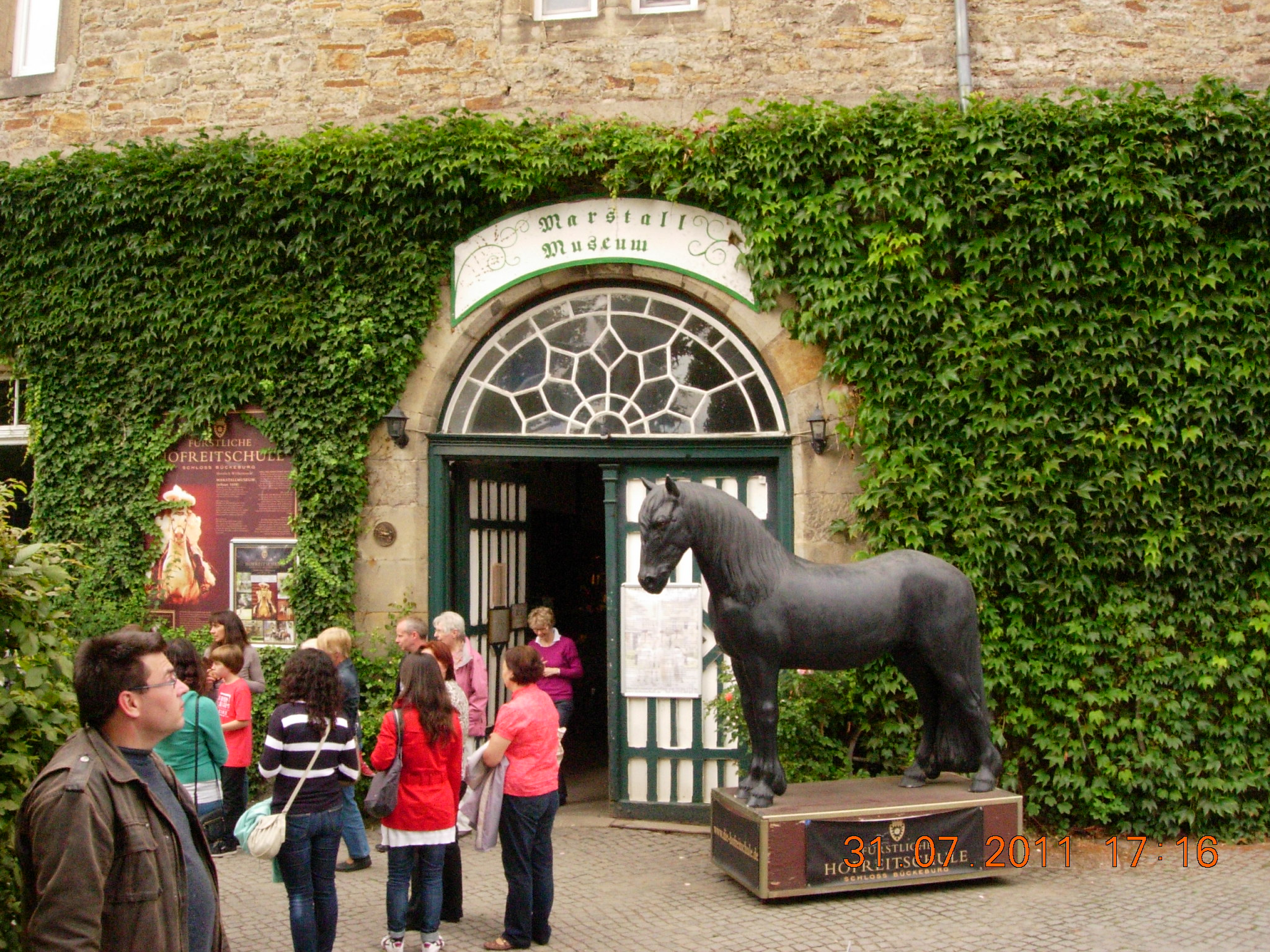
Eingang zum Pferdemuseum der Fürstlichen Hofreitschule Bückeburg

Zur Hofreitschule Bückeburg gehört ein Pferdemuseum mit rund 1000 Exponaten aus der Reiterei verschiedener Kulturen und Epochen. Zum Museum gehören Pferde von acht barocken Reitkunstpferderassen (Berber, Andalusier, Lusitano, Murgese, Frederiksborger, Lipizzaner, Genete, Knabstrupper), die von den Hofbereitern in regelmäßigen Vorführungen in barocker Reitkunst präsentiert werden. Außerdem schulen die Hofbereiter Pferde und Reiter in barocker Reitkunst. Das Museum befindet sich in dem 1622 erbauten Marstall von Schloss Bückeburg.